# Prolen
Prolen je sintetski, monofilamentni, neresorptivni polipropilenski kirurški konac. Obično se koristi za zatvaranje kože i mekih tkiva. Koristan je zbog visoke otpornosti na tenziju, minimalne reakcije tkiva na nj i lako vađenje konaca iz tijela, a mane su mu rigidnost, cijena i nešto teže rukovanje njime u odnosu na najlon. 
Konci se boje u plavo kako bi bili vidljiviji u tkivu. Sastoje se od izotaktičnog kristalnog stereoizomera polipropilena, a sastoje se od samo jedne niti. Izrađuju se kako bi trajali dugo. 
Koriste se za plastiku kila i drugih oštećenja fascija te za suture kože, kardiovaskularne, oftalmološke i neurokirurške procedure. Polipropilenska mrežica proizvod je tvrtke Ethicon Inc. ogranka Johnson and Johnsona. 
```
  CH3     H             CH3   H   CH3   H
    \    /               |    |    |    |
     C==C       ->    -- C -- C -- C -- C --
    /    \               |    |    |    | 
   H      H              H    H    H    H
                        
 propilenov monomer      polipropilenov polimer
```

## Također pogledajte
- Monocryl
- Ethicon
- Polyrpoylene SMI
- Surgicryl

## Vanjske poveznice
- Ethicon Product Catalog  Arhivirana inačica izvorne stranice od 29. rujna 2007. (Wayback Machine)
- Information on Polypropylene Sutures  Arhivirana inačica izvorne stranice od 8. lipnja 2010. (Wayback Machine)
- Information on other Non-Absorbable Sutures  Arhivirana inačica izvorne stranice od 8. lipnja 2010. (Wayback Machine)